# Hà Huyền Chi
 (octobre 2024).
Œuvres principales
- Larmes de pierre (Lệ đá)
- Veuve innocente (Góa phụ ngây thơ)
- Forêt d'amour (Rừng ái ân)
- Grandir sous les couleurs (Dưới bóng cờ)

Hà Huyền Chi (né en 1935 à le bourg de Ha-dông) est un journaliste, écrivain, poète, réalisateur, acteur, compositeur et peintre viêtnamien-américain.

## Biographie
Après l'établissement de la Deuxième République (1967), Hà Huyền Chi fut promu major. Il s'est vu confier le poste de chef de la Chambre d'impression et de graphisme du Département de guerre psychologique. 
Avant les événements du 30 avril, Hà Huyền Chi était membre du Centre PEN du Viêt-Nam, qui est l'une des branches de PEN International. Mais plus tard, il n’a pas rejoint la nouvelle organisation à l’étranger, qui s'appelle Centre PEN des Vietnamiens à l'étranger.
Selon la chanteuse Ái Vân et le chercheur Vương Trí Nhàn, même avant 1975, la littérature du Sud était parvenue aux érudits et aux auteurs de Hanoï. Bien que cette voie ne soit pas légale, en réalité, le gouvernement du Nord ne l’interdit pas complètement. Pendant la guerre du Viêt-Nam, les journalistes du Nord qui suivaient les groupes militaires dans les villes du Sud trouvaient ou achetaient souvent des livres de Hà Huyền Chi et d'un certain nombre d'autres auteurs typiques du Sud.
Il est décédé en 28 décembre 2021 en raison de sa vieillesse et d’une mauvaise santé.

## Liste des œuvres
De 1962 à 2006, auteur Hà Huyền Chi a publié 16 recueils-de-poésie et 8 romans. Parmi eux, 409 poèmes ont été mis en musique avec succès par 48 compositeurs. Il a également joué dans 8 films et réalisé 2 films.

### Poésie
- “Saut” Đêm (“Sauter” la nuit, 1963)
- Còn Gì Cho Anh (Que te reste-t-il, 1971)
- Cho Mặt Trời (Pour le soleil, 1975)
- Tên Nô Lệ Mới (Le nouvel esclave, 1979)
- Như Ðá Ngàn Năm (Comme une pierre millénaire, 1981)
- Cõi Buồn Trên Ta (Un monde triste pour moi, 1984)
- Ðời Bỗng Dưng Thừa (La vie soudain excessive, 1987)
- Không Gian Vương Dấu Giầy : Hành Trình 30 Năm Thơ Hà Huyền Chi (L'espace est jonché d'empreintes de chaussures : Le voyage poétique de Hà-huyền-Chi pendant 30 ans, 1988)
- Thơ Ðen (Poésie noire, 1991)
- Thơ Kẽm Gai (Poésie sur les barbelés, 1994)
- Tháng Một Buồn (Triste janvier, 1994)
- Thơ Trong Da Ngựa (Poésie en peau de cheval, 1995)
- Một Túi Bình Sinh, Một Túi Thơ (Un sac de vie et un sac de poésie, 1996)
- Ðồng Thiếp (Champ de cartes, 1966)
- Bão Ðầy (Pleine tempête, 1998)
- Bên Trời Mài Kiếm (Aiguiser les épées au paradis, 1999) - Poésie bilingue vietnamien-anglais
- Sóng Ngầm (Vagues souterraines, 2003)

### Romans
- Rừng Ái Ân (Forêt d'amour, 1970)
- Vũng Tối Ðầy (La flaque sombre est pleine, 1970)
- Khu Vườn Chim Sẻ (Jardin des moineaux, 1970)
- Những Nụ Gai Mòn (Bourgeons d'épines usés, 1970)
- Bước Ðam Mê (Étape de la passion, 1971)
- Mưa Ðêm Trong Chiến Hào (Pluie nocturne dans les tranchées, 1971)
- Trên Cánh Ðồng Mây (Sur le terrain du cloud, 1974)
- Thằng Thái Bình (Garçon de Thaï-binh, 1974)
- Cùng Lịch Sử Thăng Trầm[7] (Au fil de l'histoire des hauts et des bas : Court mémoire, 2006)

### Chansons
- Lệ Đá (Larmes de pierre, 1968) : Chanson thème du film du même nom en 1971, écrit avec Trần Trịnh[8]

### Filmographie
Réalisateur
- 1972 : Dưới bóng cờ[9] (Growing Under the Colors, Grandir sous les couleurs)

Acteur
- 1970 : Người tình không chân dung (L'amant sans visage)
- 1971 : Chân trời tím (L'horizon violet)
- 1973 : Nhà tôi (Ma moitié)

## Honneurs
- 1967 : Prix du reportage de l'Prix Tiền-Phong
- 1971 : Prix de poésie de l'Prix nationaux d'art et d'écriture scolaires pour recueil-de-poésie Que te reste-t-il
- 1972 : Statue dorée de l'Prix nationaux d'art et d'écriture scolaires pour le meilleur réalisateur de Grandir sous les couleurs
- 1974 : Prix de cinéma de l'Prix nationaux d'art et d'écriture scolaires pour le meilleur acteur de Ma moitié

### Bibliographiques
- Võ Phiến, Văn-học miền Nam : Tổng-quan (Littérature du Sud Viêt-Nam : Aperçu), Nhà Xuất-bản Văn-Nghệ, Californie, États-Unis, 1999.
- Thụy Khuê (RFI), Văn-học miền Nam (Littérature du Sud Viêt-Nam), Paris, France, 2007.
- Lê Quang Thanh Tâm, Điện ảnh miền Nam trôi theo dòng lịch sử (Le cinéma du Sud suit le courant de l'histoire), NXB Văn Hóa Văn Nghệ TPHCM, Sài Gòn, Việt Nam, 2015.
- Phạm Công Luận, Hồi ức, sưu khảo, ghi chép về văn hóa Sài Gòn (Souvenirs, collections et notes sur la culture de Saïgon), Nhà sách Phương-Nam & Nhà xuất-bản Thế-Giới, Sài Gòn, Việt Nam, 2016–2022.
- Lê Hồng Lâm, 101 phim Việt Nam hay nhất (101 meilleurs films vietnamiens), Nhà xuất-bản Thế-Giới, Sài Gòn, Việt Nam, 2018.
- Luân Hoán, 44 năm văn-học Việt-Nam hải-ngoại (1975–2019) (44 ans de littérature vietnamienne à l'étranger), Mở Nguồn / Nhân Ảnh san-hành, San José, Californie, États-Unis, 2019.
- Lê Hồng Lâm, Người tình không chân dung : Khảo cứu điện ảnh miền Nam giai đoạn 1954–1975 (L'amant sans visage : Recherches sur le cinéma sudiste dans la période 1954–1975), Nhà sách Tao-Đàn, Hà Nội, Việt Nam, 2020.
- Kiều Chinh, Nghệ sĩ lưu vong : Hồi ký (Artiste en exil : Un mémoire), Văn-Học xuất-bản, Irvine, Californie, États-Unis, 2021.